# وجدان صيام
وجدان صيام (4 مايو 1937-2021) هي سياسية فلسطينية من مواليد مدينة القدس. تلقت تعليمها في مدارس القدس، وحصلت على ليسانس صحافة وإعلام من الجامعة الأمريكية في بيروت عام 1957. وهي من أوائل الصحفيات التي قامت بإجراء مقابلة مع الرئيس الراحل جمال عبد الناصر. منحها الرئيس الفلسطيني محمود عباس ميدالية الإنجاز عام 2021 تقديراً لعطائها والتزامها الوطني.

## مسيرتها
التحقت صيام بجمعية الهلال الأحمر في الأردن، وأصبحت عضواً في المكتب التنفيذي للجمعية عام 1971، ولعبت دورًا أساسيًا في إدارة الجمعية حيث أشرفت على أكبر مستشفياته في لبنان ومصر، وعندما انتقلت إلى لبنان عملت في الجمعية كرئيسة لها لفرع لبنان بين الأعوام 1982 و1990.
عند قيام السلطة الوطنية الفلسطينية عام 1994، عادت صيام إلى فلسطين وعُينت مدير عام لإدارة صحة وتنمية المرأة في وزارة الصحة الفلسطينية، وتقاعدت من العمل عام 2005. توفيت في العاصمة الأردنية عمان عام 2021.